# Fontaine de la Duchesse

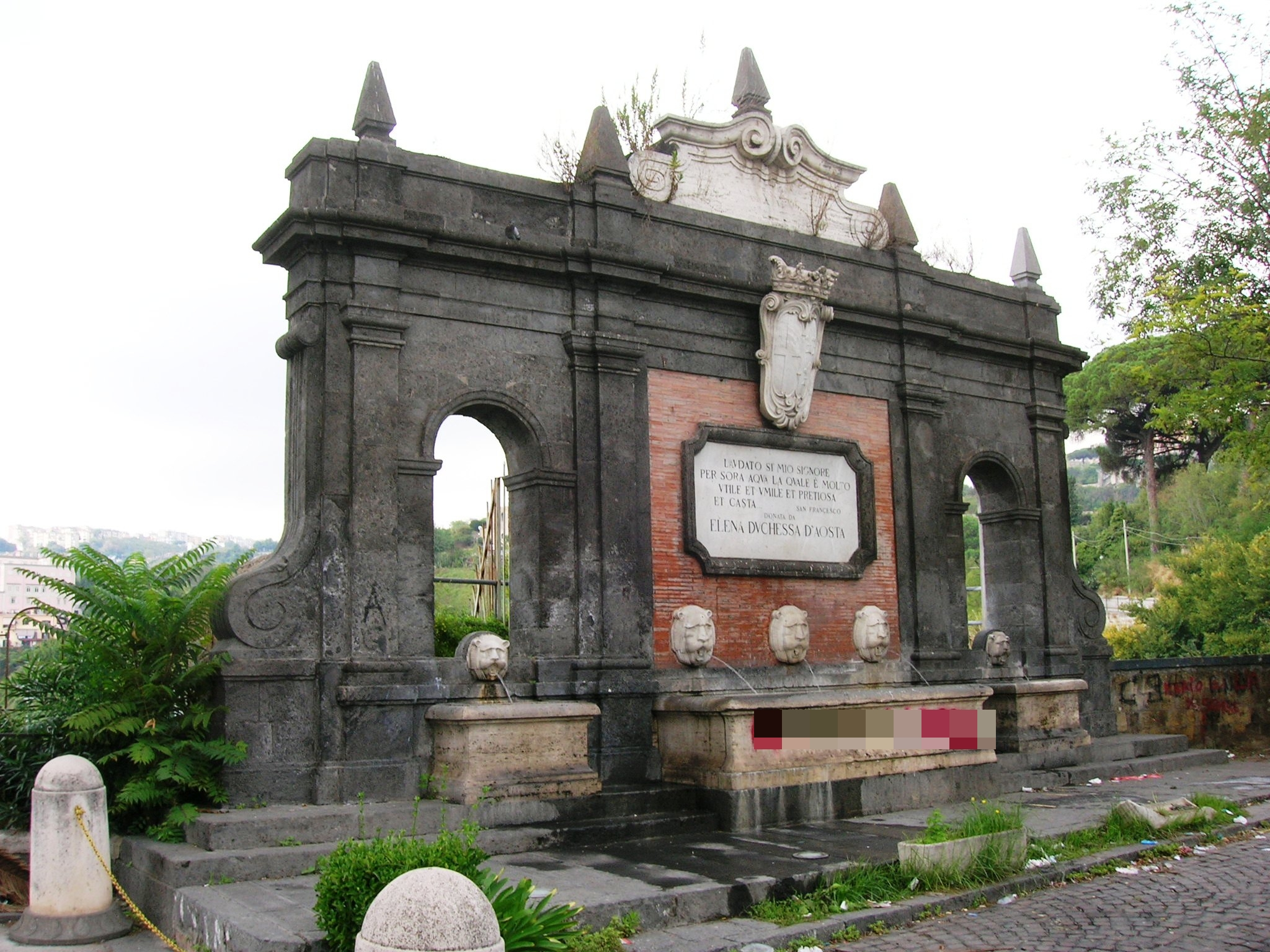
Le fontaine.

La fontaine de la Duchesse est une des fontaines monumentales de Naples; elle est située juste à côté de l'imposante basilique de l'Incoronata Madre del Buon Consiglio.

## Histoire et description
La structure a été construite en 1939 par la volonté d'Hélène d'Orléans, épouse d'Emmanuel-Philibert de Savoie-Aoste. Il s'agissait d'un don de la duchesse à la ville de Naples. La structure est divisée par des piliers et des arches latérales; au centre, un blason montre un sonnet de saint François, suivi de la mention "Donné par Elena, Duchesse d'Aoste".
Sur la corniche se trouve une plaque et un obélisque, qui porte la date de fondation de la fontaine. Celle-ci est également caractérisée par les cinq bouches de lions à partir desquelles l'eau s'écoule.